# Sean Emmett
 (décembre 2019).
Si vous disposez d'ouvrages ou d'articles de référence ou si vous connaissez des sites web de qualité traitant du thème abordé ici, merci de compléter l'article en donnant les références utiles à sa vérifiabilité et en les liant à la section « Notes et références ».
Pour les articles homonymes, voir Emmett.
Sean Emmett, né le 4 février 1970 à Walton-on-Thames, est un pilote britannique de Grand Prix moto du milieu des années 1990.

## Biographie
Après sa carrière sportive, il a été suspecté du meurtre de sa femme en 2013.